# Sonate K. 462
La sonate K. 462 (F.406/L.438) en fa mineur est une œuvre pour clavier du compositeur italien Domenico Scarlatti.

## Présentation
La sonate K. 462, en fa mineur, notée Andante, forme une paire avec la sonate suivante. Elles ont pour points communs, d'une part leurs ouvertures inhabituelles : ici, Scarlatti y abandonne l'imitation ; et d'autre part les motifs réguliers de croches, en tierces, sixtes ou octaves parallèles. La K. 462 fait partie des trois andantes « mélancoliques » en fa mineur présents dans le volume XIII de Parme — les autres étant K. 466 et 481). Toutes partagent une intense sensation de douleur et de nostalgie que Wanda Landowska résume ainsi : « raconte sereinement un doux et sérieux récit ».

## Manuscrits
Le manuscrit principal est le numéro 9 du volume XI de Venise (1756), copié pour Maria Barbara ; les autres sont Parme XIII 9, Münster II 57 et Vienne G 19 et Q 15118 (no 2).

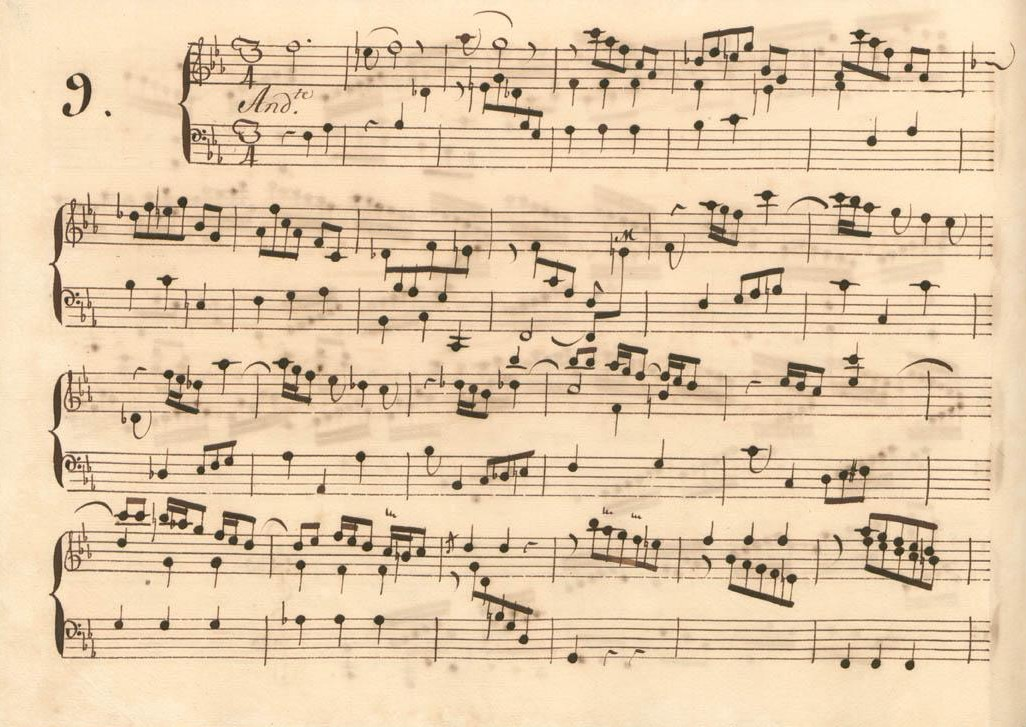
Parme XIII 9.
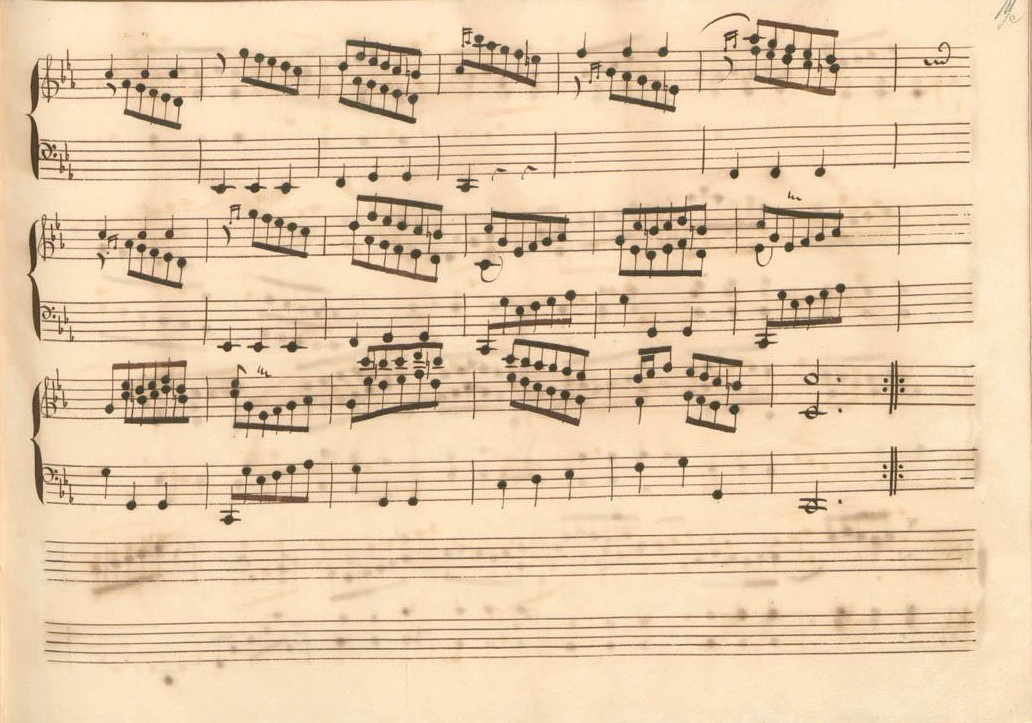
Parme XIII 9 (fin de la première section).
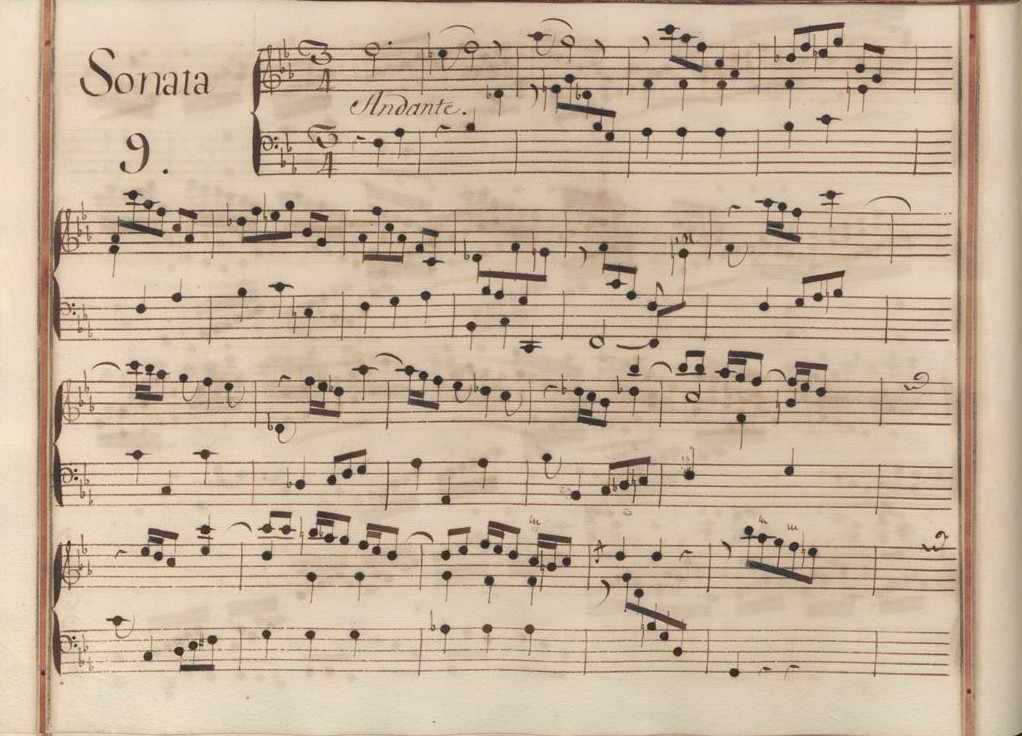
Venise XI 9.
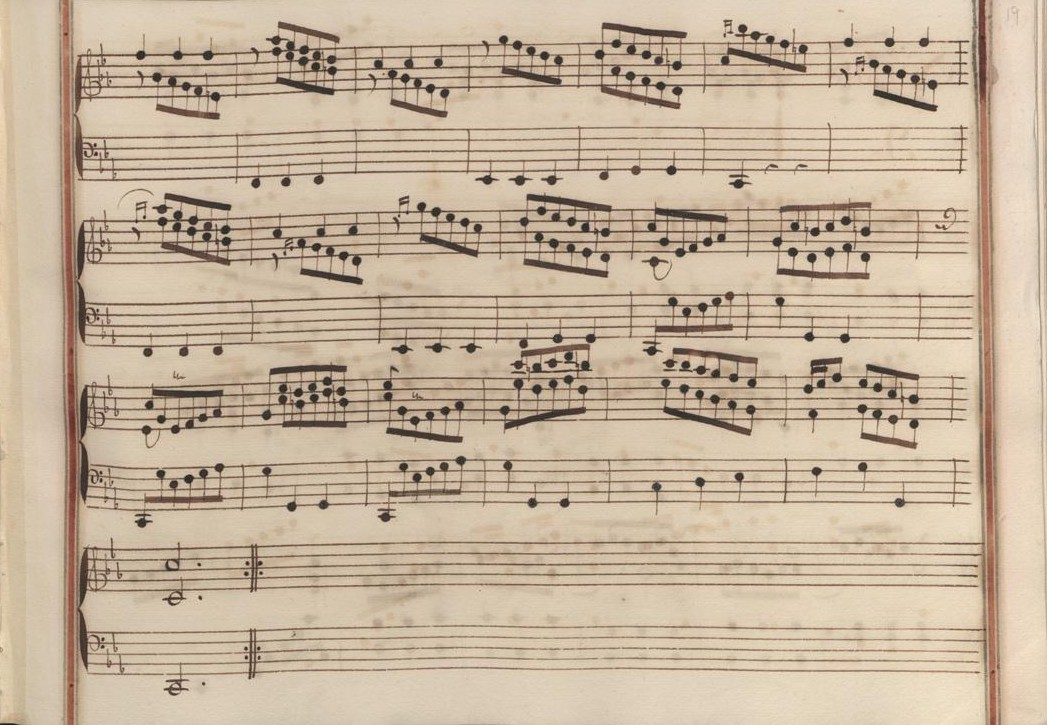
Venise XI 9 (fin de la première section).
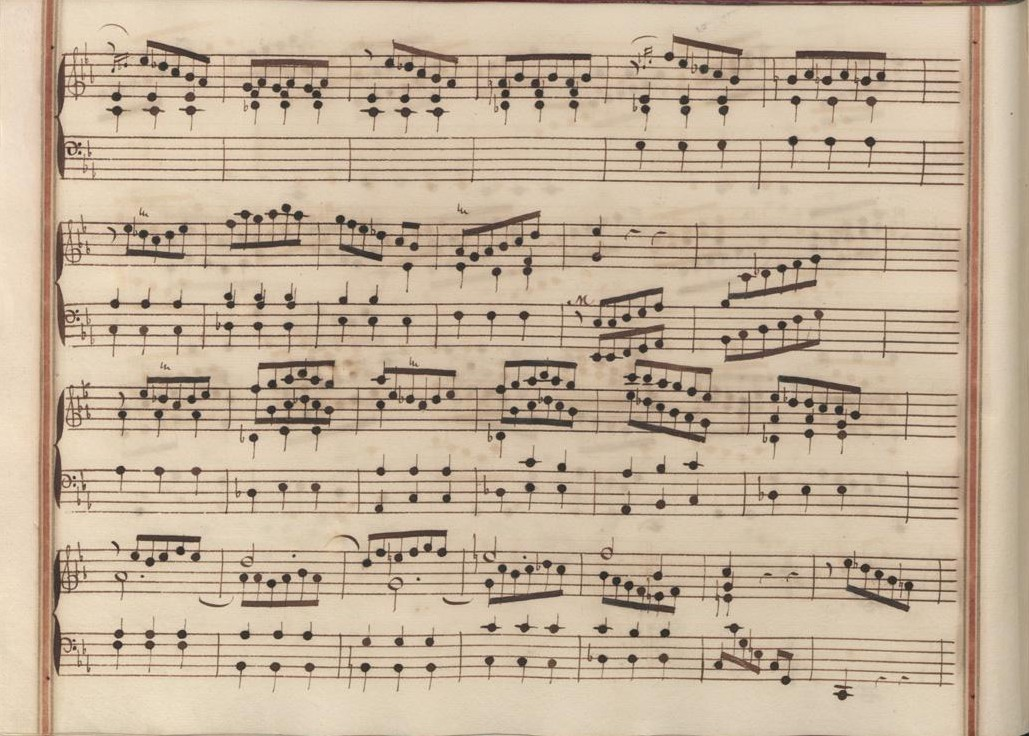
Venise XI 9 (début de la seconde section).
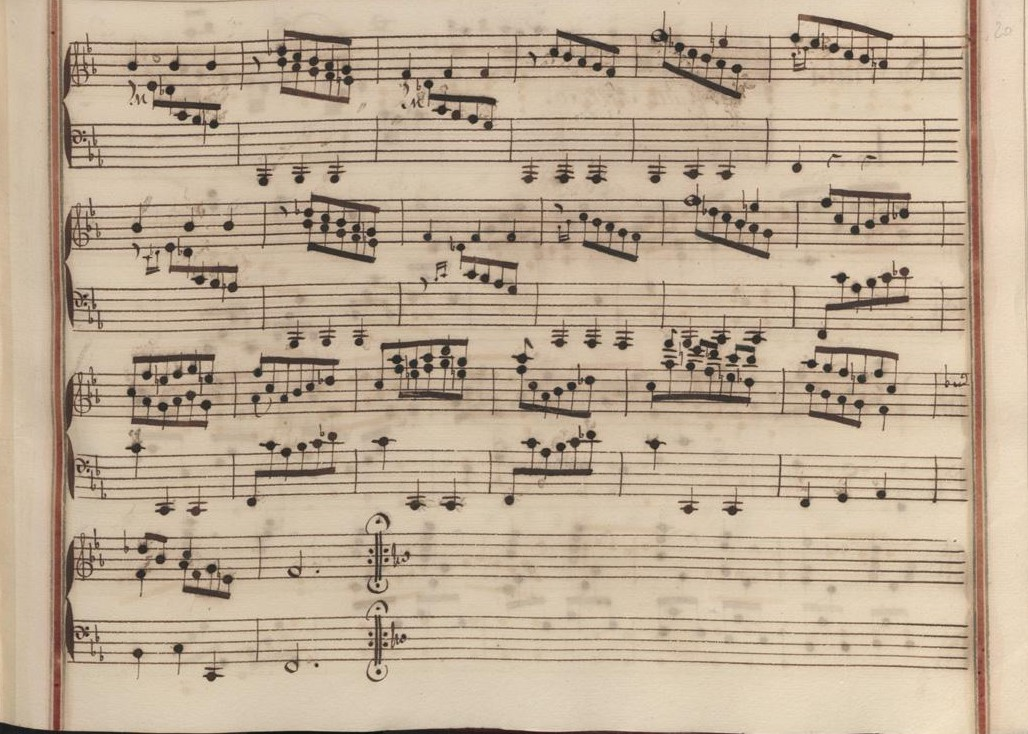
Venise XI 9 (fin de la sonate).

## Interprètes
La sonate K. 462 est défendue au piano notamment par Soyeon Lee (2006, Naxos, vol. 8), Racha Arodaky (2007, Zig-Zag Territoires), Gottlieb Wallisch (2007, Naxos, vol. 11), Michelangelo Carbonara (2009, Brilliant Classics), Véronique Bonnecaze (2015, Polymnie), Carlo Grante (2016, Music & Arts, vol. 5) et Lucas Debargue (2019, Sony) ; au clavecin, elle est jouée par Wanda Landowska (1934), Luciano Sgrizzi (1979, Erato), Scott Ross (1985, Erato), Richard Lester (2004, Nimbus, vol. 4), Pieter-Jan Belder (Brilliant Classics, vol. 10), Skip Sempé (2007, Paradizio), Bertrand Cuiller (2009, Alpha) et Frédérick Haas (2016, Hitasura).
Emilia Fadini (2001, Stradivarius 33618, vol. 5) l'interprète au piano-forte, ainsi que Charles Metz, sur un piano-forte carré, fabriqué en 1806 par Clementi (2023, Navona).
Fábio Zanon (2006, Musical Heritage) l'interprète à la guitare et le duo Sommer et Dybro (2002, Scandinavian-Tim) à deux guitares.

## Sources
: document utilisé comme source pour la rédaction de cet article.
- (en) Kathleen Dale, « Domenico Scarlatti: His Unique Contribution to Keyboard Literature », Proceedings of the Royal Musical Association, no 74,‎ 1948, p. 33–44 (ISSN 0080-4452, OCLC 865210389, lire en ligne)
- Ralph Kirkpatrick (trad. de l'anglais par Dennis Collins), Domenico Scarlatti, Paris, Lattès, coll. « Musique et Musiciens », 1982 (1re éd. 1953 (en)), 493 p. (ISBN 978-2-7096-0118-4, OCLC 954954205, BNF 34689181).
- Alain de Chambure, « Domenico Scarlatti, Intégrale des sonates — Scott Ross », Erato/Éditions Costallat (2564-62092-2 (livret : 2292-45309-2)), 1985 (OCLC 891183737) .
- (es) Celestino Yáñez Navarro (thèse), Nuevas aportaciones para el estudio de las sonatas de Domenico Scarlatti. Los manuscritos del Archivo de Música de las Catedrales de Zaragoza, Université autonome de Barcelone, 2016 (lire en ligne)
- (en) Carlo Grante, « Domenico Scarlatti, intégrale des sonates pour clavier (vol. 5) », Music & Arts (CD-1294), 2017 (OCLC 1079366528) .